# Oxalis rhombifolia
Oxalis rhombifolia là một loài thực vật có hoa trong họ Chua me đất. Loài này được Jacq. mô tả khoa học đầu tiên năm 1794.